# Drágszél
Drágszél là một thị trấn thuộc hạt Bács-Kiskun, Hungary. Thị trấn này có diện tích 12,59 km², dân số năm 2010 là 354 người, mật độ 28 người/km².